# Zero Dark Thirty
Zero Dark Thirty ist ein US-amerikanischer Action-Thriller aus dem Jahr 2012. Der Film zeigt die Suche der Vereinigten Staaten nach Osama bin Laden und seine anschließende Tötung in der Operation Neptune’s Spear. Die Mission begann um 0:30 Uhr; der Filmtitel greift den im US-Militär üblichen Ausdruck „Zero Dark Thirty“ auf, der diesen Zeitpunkt markiert. Die Regie führte Kathryn Bigelow nach einem Drehbuch von Mark Boal; die Hauptrolle übernahm Jessica Chastain.
Der Film kam am 19. Dezember 2012 in die US-amerikanischen Kinos und lief ab dem 31. Januar 2013 in Deutschland.
Bigelow und Boal haben wiederholt betont, dass Zero Dark Thirty ein Spielfilm und keine Dokumentation sei. Dennoch beruhe der Film auf tatsächlichen Ereignissen und insbesondere die Hauptfigur der Maya sei eine reale Person, wobei aber einige Details verändert wurden, um ihre Identität zu schützen.

## Handlung
Der Film beginnt mit einer schwarzen Leinwand und Originaltonaufnahmen von Opfern, die bei den von al-Qaida-Terroristen verübten Terroranschlägen am 11. September 2001 neben fast 3.000 anderen Menschen ums Leben kamen. Die CIA fahndet daraufhin verstärkt nach dem al-Qaida-Anführer Osama bin Laden. Die CIA-Analytikerin Maya wird 2003 nach Pakistan verlegt, wo sie gemeinsam mit dem CIA-Agenten Dan nach Hinweisen auf den Aufenthaltsort bin Ladens sucht. Maya begleitet Dan zu einem geheimen CIA-Gefängnis (so genannte Black Site), wo der CIA-Agent den Gefangenen Ammar mittels Waterboarding und weiterer Maßnahmen foltert, um mehr über die so genannte Saudi-Gruppe (die 19 Attentäter in den USA) zu erfahren, zu der Ammar gehört. Maya ist zunächst von der Folter und Demütigung des Gefangenen abgestoßen, beteiligt sich aber kurz darauf selbst daran. Ammar, der Geld an die Saudi-Gruppe überwiesen hatte, gesteht, nachdem die Folter seinen Willen gebrochen hat. Er weist die CIA-Agenten auf den Boten Abu Ahmed hin.
Zwei Jahre später erschüttern die Terroranschläge am 7. Juli 2005 in London das Vereinigte Königreich. Zur gleichen Zeit können Maya und Dan mittels einer List vom Gefangenen Ammar erste Informationen erhalten. Mit Hilfe der pakistanischen Polizei kann die CIA im Anschluss das mutmaßliche al-Qaida-Mitglied Abu Faraj verhaften. Maya verhört ihn und lässt ihn foltern, nachdem Abu Faraj bestreitet, einen Abu Ahmed (Abu Ahmad al-Kuwaiti) zu kennen. Maya ist überzeugt, dass sie bin Laden lokalisieren können, wenn sie Abu Ahmed finden.
Ihr Kollege Dan lässt sich schließlich in die Vereinigten Staaten zurückversetzen. Dan warnt Maya, dass sich die Zeiten ändern werden. Sie solle nicht die Letzte sein, die man mit „einem Hundehalsband in der Hand“ im Gefängnis antrifft. (Dan hatte Ammar unter anderem dadurch gefoltert, indem er ihn nackt an einer Hundeleine spazierenführte.) Maya sieht mit ihrer Kollegin Jessica im Fernsehen ein Interview mit dem neuen Präsidenten Barack Obama, in dem dieser verkündet, dass die Vereinigten Staaten „nicht foltern“.
In den nächsten fünf Jahren sucht sie nach Hinweisen auf den Aufenthaltsort Abu Ahmeds. Sie freundet sich mit ihrer Kollegin Jessica an und beide überleben den Bombenanschlag auf das Marriott-Hotel in Islamabad 2008. Am 30. Dezember 2009 stirbt Jessica beim Attentat im Camp Chapman.
Laut Aussage eines jordanischen Häftlings wurde Abu Ahmed bereits 2001 getötet. Mayas Vorgesetzte befürchten, dass sie über neun Jahre nach dem falschen Mann gesucht haben. Maya erhält derweil Hinweise von einer Kollegin, die Akten des marokkanischen Geheimdienstes auswertet, dass Abu Ahmed identisch mit Ibrahim Sayeed ist. Maya nimmt an, dass die einzige bekannte Aufnahme von Abu Ahmed tatsächlich Ibrahim Sayeeds Bruder Habib zeigt, der 2001 in Afghanistan getötet wurde. Sie bittet Dan, ihr zu helfen.
Dan besticht mit CIA-Mitteln einen kuwaitischen „Geschäftsmann“ mit einem Lamborghini, um die Telefonnummer von Sayeeds Mutter zu erhalten. So kann die CIA alle Anrufe auf ihrem Telefon zurückverfolgen. Ein Anrufer telefoniert immer sehr kurz von wechselnden Orten, was die Identifizierung erschwert. Maya, die einen auf sie zielenden direkten Angriff durch mehrere mit Maschinengewehren bewaffnete Terroristen knapp überlebt, vermutet, dass es sich bei diesem Anrufer um Abu Ahmed handelt. Sie überzeugt ihre Vorgesetzten, die Suche nach Abu Ahmed wieder zu intensivieren. Schließlich sind die Versuche von Erfolg gekrönt. Die Agenten beschatten Abu Ahmed und folgen ihm bis zu einem stark gesicherten Gebäude in Abbottabad.
Das Gebäude wird von außen einer intensiven Untersuchung unterzogen, aber die Anwesenheit bin Ladens gilt nicht als gesichert. Dennoch sprechen viele Indizien für ein Versteck des al-Qaida-Chefs. Bei einer Besprechung wird dem CIA-Direktor von hochrangigen CIA-Agenten bestätigt, dass sie bin Laden mit einer 60- bis 80-prozentigen Wahrscheinlichkeit in dem Gebäudekomplex vermuten. Maya hingegen versichert ihm, dass sie zu 100 % sicher sei, dass sich bin Laden dort aufhält. Von Angehörigen des JSOC erfährt sie vom Verlust mehrerer Elitesoldaten bei einer früheren Erstürmung eines vermeintlichen Verstecks bin Ladens.
Schließlich wird die Erstürmung des Anwesens genehmigt und findet am 2. Mai 2011, dreißig Minuten nach Mitternacht („Zero Dark Thirty“) statt. Eine Eliteeinheit wird ohne Wissen der pakistanischen Behörden in zwei Hubschraubern eingeflogen. Die noch nicht in der Praxis erprobten Hubschrauber sind weitgehend gegen Radarortung geschützt und so ausgerüstet, dass sie möglichst wenig Geräuschemissionen verursachen. Obwohl einer der beiden Helikopter aufgrund technischer Probleme bruchlanden muss, können die Navy SEALs das Gebäude stürmen und bin Laden neben mehreren anderen töten. Die verängstigten Verwandten und Frauen werden in einem Zimmer gefesselt und somit bis zum Eintreffen der pakistanischen Sicherheitskräfte festgesetzt. Die Soldaten versuchen noch, möglichst viele Festplatten sowie Unterlagen mitzunehmen, müssen dies jedoch schon bald abbrechen, da sich pakistanische Kräfte dem Objekt nähern. Der Leichnam wird ins afghanische Dschalalabad gebracht, wo Maya ihn identifiziert. Kurz darauf wird sie als einzige Passagierin an Bord eines großen Militärtransporters ausgeflogen. Die Frage des Piloten, wo es „jetzt hingehen soll“, lässt sie unbeantwortet. Als das Flugzeug abhebt, wird Maya, die sich im Laufe ihrer CIA-Karriere nur mit der Jagd auf bin Laden beschäftigt hat, von ihren Gefühlen überwältigt und weint.

## Besetzung
- CIA
  - Jessica Chastain als Maya (Geheimdienstanalytikerin)[4]
  - Jason Clarke als Dan (Nachrichtenoffizier)
  - Jennifer Ehle als Jessica (führende Analytikerin)
  - Mark Strong als George (hochrangiger Vorgesetzter)[4]
  - Kyle Chandler als Joseph Bradley (Standortsleiter Islamabad)
  - James Gandolfini als Leon Panetta (D/CIA)
  - John Barrowman als Jeremy (leitender Beamter)
  - Fredric Lehne als „The Wolf“ (Abteilungsleiter)
  - Harold Perrineau Jr. als Jack (Analytiker)
  - Mark Duplass als Steve (Analytiker)
  - Édgar Ramírez als Larry (SAD/SOG-Agent)
  - Fares Fares als Hakim (SAD/SOG-Agent)
  - Scott Adkins als John (SAD/SOG-Agent)
  - Jeremy Strong als Thomas
  - Jessie Collins als Debbie (Analytikerin)
- Navy
  - Christopher Stanley als Vice Admiral Bill McRaven (NATO: OF-8)
  - Joel Edgerton als Patrick (DEVGRU-Truppenführer, SEAL-Team 6)
  - Frank Grillo als befehlshabender Offizier des DEVGRU-Geschwaders
  - Chris Pratt als Justin (DEVGRU-Agent)
  - Callan Mulvey als Saber (DEVGRU-Agent)
  - Taylor Kinney als Jared (DEVGRU-Agent)
  - Mike Colter als Mike (DEVGRU-Agent)
  - Siaosi Fonua als Henry (DEVGRU-Agent)
  - Phil Somerville als Phil (DEVGRU-Agent)
  - Nash Edgerton als Nate (DEVGRU-Agent)
- Andere
  - Stephen Dillane als National Security Advisor
  - John Schwab als Stellvertretender National Security Advisor
  - Martin Delaney als Assistent
  - Mark Valley als C-130-Pilot
  - Reda Kateb als Ammar al-Baluchi
  - Tushaar Mehra als Abu Ahmed al-Kuwaiti
  - Homayoun Ershadi als Hassan Ghul
  - Yoav Levi als Abu Farraj al-Libbi
  - Ricky Sekhon als Osama bin Laden

## Kontroversen

### Wahlkampfhilfe für Obama
Bereits vor Beginn der Dreharbeiten begann eine politische Debatte darüber, ob ein so kurz vor der Präsidentschaftswahl 2012 veröffentlichter Film als „Wahlkampfhilfe“ für Obama angelegt sei. Die Republikanische Partei befürchtete, dass die Filmemacher die Wähler an einen von Obamas größten Triumphen erinnern wollten. Der Filmverleih bestritt, dass politische Überlegungen irgendeine Entscheidung bei der Datierung des Veröffentlichungstermins gespielt hätten.
Nach längerer Diskussion verschob der Verleih den Start des Films auf den Januar 2013, mit einem limitierten Release nach Ablauf der Wahl Ende Dezember 2012.

### Zugang zu Geheimdienstinformationen
Von verschiedenen Seiten wurden Mutmaßungen darüber angestellt, ob die Obama-Regierung Bigelow und Boal im Zuge der Recherchen für den Film Zugang zu streng vertraulichen Geheimdienstinformationen gewährt hätten. Bigelow bestritt die Vorwürfe umgehend und Jay Carney, der Pressesprecher des Weißen Hauses, nannte die Vorwürfe „lächerlich“.
Die konservative Watchdog Group Judicial Watch veröffentlichte im August 2012 Unterlagen der CIA und des Verteidigungsministeriums, die sie im Rahmen der Richtlinien des Freedom of Information Act von den Behörden angefordert hatten. In den Dokumenten ließ sich jedoch kein Nachweis finden, dass Geheimdienstinformationen an die Filmmacher weitergegeben worden waren.

### Darstellung von Folter
Auf die kritische Diskussion um die Darstellung der Waterboarding-Szenen entgegnete Bigelow, dass die Folterungen Teil der Geschichte waren und daher nicht ausgelassen werden können. In einem offenen Brief in der Los Angeles Times bekräftigte Bigelow am 15. Januar 2013 ihre Einschätzung, dass die Freiheit der Kunst nicht eingeschränkt werden dürfe:

„Diejenigen von uns, die künstlerisch tätig sind, wissen, dass Darstellung nicht Billigung bedeutet. Wenn sie das wäre, könnte kein Künstler unmenschliche Praktiken malen, könnte kein Autor über sie schreiben und kein Filmemacher könnte sich mit den heiklen Themen unserer Zeit auseinandersetzen.“

Der Philosoph und Kulturkritiker Slavoj Žižek entgegnete daraufhin in einem Gastbeitrag für den Guardian, dass Bigelow ohne jeden Zweifel für die „Normalisierung der Folter“ eintrete:

„Man braucht kein Moralist zu sein oder die Dringlichkeit des Kampfs gegen den Terror naiv zu sehen, um zu erkennen, dass die Folterung eines Menschen eine so tiefgreifende Erschütterung ist, dass dessen neutrale Darstellung – d.h. diese erschütternde Dimension zu neutralisieren – bereits eine Art der Billigung darstellt.“

Nach Veröffentlichung des Films verlangten drei US-Senatoren außerdem eine Klarstellung der Produzenten, dass die Informationen, die zur Auffindung bin Ladens führten, nicht durch Folter von al-Qaida-Mitgliedern zustande gekommen seien. Diese Darstellung im Film sei fiktiv. Auch dazu äußerte sich Bigelow in ihrem Brief an die Los Angeles Times:

„Ich glaube, Osama bin Laden wurde aufgrund scharfsinniger Detektivarbeit gefunden. Folter wurde allerdings, wie wir alle wissen, in den ersten Jahren der Jagd eingesetzt. Das heißt nicht, dass sie der Schlüssel zum Auffinden Bin Ladens war. Es heißt, dass sie ein Teil der Geschichte war, den wir nicht ignorieren konnten.“

### Ungenehmigte Verwendung von Aufnahmen von Terroropfern
Die Verwandten von Betty Ong, einer Flugbegleiterin, deren Flugzeug am 11. September 2001 durch al-Qaida-Terroristen entführt worden war, behaupteten, dass ohne Genehmigung eine Stimmaufnahme Ongs im Film verwendet worden war.
Die Familie forderte von den Filmemachern eine Entschuldigung sowie eine Spende an eine wohltätige Organisation und betonte, dass die Familie Ong Folter ablehne.
Mary und Frank Fetchet, die Eltern von Brad Fetchet, der vom World Trade Center aus telefoniert hatte, kritisierten die Filmemacher dafür, dass genehmigungslos die Stimme ihres Sohnes verwendet worden war.

## Rezensionen
Der Metadienst Rotten Tomatoes weist bei 265 ausgewerteten Kritiken ein hervorragendes Durchschnittsrating von 92 % aus.
David Kleingers bezeichnete den Film bei Spiegel Online als „Meisterwerk“ und urteilte:

„Action mit Anspruch: Mit ihrem Thriller über die Jagd auf Osama bin Laden legt Oscar-Preisträgerin Kathryn Bigelow ein Meisterwerk vor. Zero Dark Thirty fesselt und verstört zugleich – auch dank der Hauptdarstellerin Jessica Chastain, die uns in die paranoide Welt einer CIA-Agentin entführt.“

Der Filmkritiker Michael Föls nannte den Film „höchst ambitioniert und filmisch beeindruckend“ und lobte neben den Darstellerleistungen vor allem die neutrale Position der Filmemacher:

„Zero Dark Thirty führt uns vor Augen, was alles wirklich hinter dem obskuren Begriff Terrorbekämpfung steht. Kathryn Bigelow und Autor Mark Boal zerfransen die Jagd nach Osama bin Laden in eine Vielzahl von moralisch höchst ambivalenten Subprozessen und zeigen welch dreckiger Job es ist zu versuchen die Sicherheit von Nationen zu wahren. Gleichzeitig hinterfragt der Film indirekt die Sinnhaftigkeit der Operation und wirft gerade durch seine neutrale Position unglaublich viele Fragen auf.“

Michael Kienzl von critic.de betonte dagegen, dass Bigelow bei der Figurenzeichnung überraschenderweise auf „psychologische Tiefenbohrungen“ verzichtet:

„Bei einem Film, der angesichts seiner Größenordnung erstaunlich wenig über die Emotionen seiner Figuren funktioniert, versteht es sich denn auch fast von selbst, dass Momente mit melodramatischem Potenzial wie der Verlust mehrerer Kollegen nur Fußnoten in der Erzählung bleiben. Dass Bigelow aber nebenbei auch eine großartige Actionregisseurin ist, davon kann man sich bei einer sorgfältig inszenierten Verfolgungsjagd durch den Berufsverkehr einer pakistanischen Stadt oder dem nächtlichen Sturm auf bin Ladens Versteck überzeugen.“

Thomas Groh deutete den Film beim Perlentaucher als „bildpolitische Intervention“:

„Wenn sich eine solche politische Stellungnahme dem Film überhaupt entnehmen lässt, so handelt es sich am ehesten um eine Positionierung, die auf Distanz zur offiziellen Ikonografie mit den daran geknüpften Machtinteressen geht.“

Gregor Wossilus vom Filmmagazin Kino Kino lobte den Film als „absolut sehenswertes, brisantes, wichtiges Kino“:

„Die Stärke des Films liegt in der Offenheit, in der Schonungslosigkeit von Bigelows Bildern und der Nüchternheit ihrer Inszenierung: Dieses unerbittliche ‚Seht hin!‘ frisst sich ins Gedächtnis. Es gibt bei Bigelow keine Glorifizierung des US-Kampfes: Die Folter, die Gewalt, die Aggression im Einsatz zur Verteidigung des eigenen Lebens und letztlich zur Erfassung Bin Ladens, sie zerstört Verfolger und Verfolgte. Nicht alle Teile der jahrelangen Fahndung sind gleich spannend, und wer einmal nicht aufpasst, droht in der komplexen Geschichte den Faden zu verlieren.“

Ulrich Kriest lobte den Film im Film-Dienst als „sehenswert“ und urteilte:

„So ist der Film ein temporeicher, hoch spannender, fast schon dokumentarischer, aber vor allem höchst unbequemer Polit-Thriller voller unangenehmer Wahrheiten und politischer Ambivalenzen, dessen Einschätzung und Gewichtung letztlich dem einzelnen Zuschauer und seiner politischen Haltung überlassen bleibt.“

## Auszeichnungen
Das Drama wurde in fünf Kategorien für den Oscar nominiert: Bester Film, Beste Hauptdarstellerin, Bestes Originaldrehbuch, Bester Tonschnitt und Bester Schnitt, wovon er letztlich zusammen mit dem Spielfilm Skyfall in der Kategorie Bester Tonschnitt gewann. Darüber hinaus wurde der Film bei zahlreichen anderen Preisen nominiert und teilweise ausgezeichnet. Dazu gehören: 
- Boston Society of Film Critics Award 2012 in der Kategorie Bester Film
- National Board of Review Award 2012 in den Kategorien Bester Film und Beste Regie
- New York Film Critics Circle Award 2012 in den Kategorien Bester Film und Beste Regie
- Critics’ Choice Movie Awards 2013 in den Kategorien Beste Hauptdarstellerin und Bester Schnitt
- Nominierungen für den Golden Globe Award 2013 in den Kategorien Bester Film – Drama, Beste Regie, Beste Hauptdarstellerin – Drama und Bestes Drehbuch. Hauptdarstellerin Jessica Chastain gewann den Preis.
- Mark Boal wurde für den Writers Guild of America Award in der Kategorie Bestes Originaldrehbuch nominiert
- Kathryn Bigelow erhielt eine Nominierung für den Directors Guild of America Award in der Kategorie Beste Regie
- Ferner erhielt das Werk fünf Nominierungen für den BAFTA Film Award in den Kategorien Bester Film, Beste Regie, Beste Hauptdarstellerin, Bestes Original-Drehbuch und Bester Schnitt

2016 belegte Zero Dark Thirty bei einer Umfrage der BBC zu den 100 bedeutendsten Filmen des 21. Jahrhunderts den 57. Platz.